# Parco Nazionale del Circeo
Parco Nazionale del Circeo este o arie protejată (arie de protecție specială avifaunistică — SPA) din Italia întinsă pe o suprafață de 22.165 ha, din care 30 % marine.

## Localizare
Centrul sitului Parco Nazionale del Circeo este situat la coordonatele 41°18′42″N 12°58′25″E / 41.311672°N 12.973665°E.

## Înființare
Situl Parco Nazionale del Circeo a fost declarat arie de protecție specială avifaunistică în octombrie 1988 pentru a proteja 85 de specii de animale.

## Biodiversitate
Situată în ecoregiunea mediteraneană, aria protejată conține 25 de habitate naturale: Păduri pe pante, grohotișuri și ravene de Tilio-Acerion, Faleze cu vegetație de Limonium spp. endemic de pe coastele mediteraneene, Păduri mixte riverane de Quercus robur, Ulmus laevis și Ulmus minor, Fraxinus excelsior sau Fraxinus angustifolia, de-a lungul marilor râuri (Ulmenion minoris), Vegetație anuală la limita mareei, Dune cu vegetație ierboasă Malcolmietalia, Salicornia și alte specii anuale care populează regiunile mlăștinoase și nisipoase, Tufărișuri halofile mediteraneene și termo-atlantice (Sarcocornetea fruticosi), Dune de pe litoral fixate cu Crucianellion maritimae, Pășuni mediteraneene udate de apa mării (Juncetalia maritimi), Straturi cu Posidonia (Posidonion oceanicae), Tufărișuri termo-mediteraneene și de pre-deșert, Iazuri temporare mediteraneene, Recifuri, Păduri de Quercus ilex și Quercus rotundifolia, Dune mobile cu vegetație embrionară, Pseudostepă cu ierburi și specii anuale de Thero-Brachypodietea, Dune de coastă cu Juniperus spp., Matorral arborescenți cu Juniperus spp., Formațiuni scunde de Euphorbia în apropierea falezelor, Dune cu vegetație ierboasă Brachypodietalia cu specii anuale, Pante stâncoase calcaroase cu vegetație casmofită, Pajiști umede mediteraneene cu ierburi înalte de Molinio-Holoschoenion, Dune împădurite cu Pinus pinea și/sau Pinus pinaster, Dune mobile de-a lungul țărmului cu Ammophila arenaria („dune albe”), Lagune de coastă.
La baza desemnării sitului se află mai multe specii protejate:
- păsări (80): privighetoare-de-baltă (Acrocephalus melanopogon), pitulice de apă (Acrocephalus paludicola), pescăruș albastru (Alcedo atthis), fâsă-de-câmp (Anthus campestris), egretă mare (Ardea alba), stârc roșu (Ardea purpurea), stârc galben (Ardeola ralloides), ciuf de câmp (Asio flammeus), rață roșie (Aythya nyroca), buhai de baltă (Botaurus stellaris), Bucanetes githagineus, pasărea ogorului (Burhinus oedicnemus), bătăuș (Calidris pugnax), Calonectris diomedea, caprimulg (Caprimulgus europaeus), prundăraș de sărătură (Charadrius alexandrinus), chirichița cu obraz alb (Chlidonias hybrida), chirighiță neagră (Chlidonias niger), barză albă (Ciconia ciconia), barză neagră (Ciconia nigra), șerpar (Circaetus gallicus), erete de stuf (Circus aeruginosus), erete vânăt (Circus cyaneus), erete alb (Circus macrourus), erete cenușiu (Circus pygargus), acvilă țipătoare (Clanga clanga), acvilă-țipătoare-mică (Clanga pomarina), dumbrăveancă (Coracias garrulus), gușă vânătă (Cyanecula svecica), egretă mică (Egretta garzetta), Falco eleonorae, șoim călător (Falco peregrinus), șoimul rândunelelor (Falco subbuteo), muscar-gulerat (Ficedula albicollis), lișiță (Fulica atra), Gallinago media, cufundar polar (Gavia arctica), cufundar mare (Gavia immer), cufundar mic (Gavia stellata), pescăriță râzătoare (Gelochelidon nilotica), ciovlica roșcată (Glareola pratincola), cocor (Grus grus), vulturul pleșuv sur (Gyps fulvus), codalb (Haliaeetus albicilla), piciorong (Himantopus himantopus), pescăriță mare (Hydroprogne caspia), stârc pitic (Ixobrychus minutus), sfrâncioc roșiatic (Lanius collurio), sfrânciocul cu frunte neagră (Lanius minor), Larus audouinii, Larus genei, pescăruș-cu-cap-negru (Larus melanocephalus), sitar de mal nordic (Limosa lapponica), Mergellus albellus, cormoran mic (Microcarbo pygmaeus), gaia neagră (Milvus migrans), gaia roșie (Milvus milvus), stârc de noapte (Nycticorax nycticorax), vultur pescar (Pandion haliaetus), viespar (Pernis apivorus), Phalacrocorax aristotelis desmarestii, Phalacrocorax carbo sinensis, notatița cu ciocul subțire (Phalaropus lobatus), Phoenicopterus ruber, lopătar (Platalea leucorodia), țigănuș (Plegadis falcinellus), ploier auriu (Pluvialis apricaria), corcodel-urechiat (Podiceps auritus), cresteț pestriț (Porzana porzana), ciocântors (Recurvirostra avosetta), chiră de baltă (Sterna hirundo), chiră mică (Sternula albifrons), silvie de tufiș (Sylvia undata), călifar roșu (Tadorna ferruginea), chiră de mare (Thalasseus sandvicensis), fluierar de mlaștină (Tringa glareola), fluierar cu picioare verzi (Tringa nebularia), Xenus cinereus, Zapornia parva, Zapornia pusilla
- amfibieni (1): Triturus carnifex
- pești (1): Aphanius fasciatus
- reptile (3): șarpele cu patru dungi (Elaphe quatuorlineata), țestoasa de baltă (Emys orbicularis), țestoasă bănățeană (Testudo hermanni)

Pe lângă speciile protejate, pe teritoriul sitului au mai fost identificate 39 de specii de plante, 3 specii de păsări, 5 specii de amfibieni, 3 specii de mamifere, 9 specii de nevertebrate, 3 specii de reptile.